# Kerstin Mayrberger
Kerstin Mayrberger (* 1977 in Dannenberg) ist eine deutsche Erziehungswissenschaftlerin und Medienpädagogin. Sie ist Professorin für Lehren und Lernen an der Hochschule mit Schwerpunkt Mediendidaktik an der Universität Hamburg und forscht zu Digitaler Transformation und Higher Education.

## Leben
Kerstin Mayrberger studierte nach dem Abitur ab 1996 an den Universitäten Lüneburg und Hamburg. Nach dem 1. Staatsexamen für das Lehramt an Grund- und Hauptschulen 1999 und dem Studium Magister Erziehungswissenschaft mit den Nebenfächer Soziologie und Betriebswirtschaftslehre promovierte sie 2006 an der Universität Hamburg in Erziehungswissenschaft. Von 2002 bis 2009 war sie wissenschaftliche Mitarbeiterin an der Universität Hamburg von 2009 bis 2011 Juniorprofessorin für Medienpädagogik mit dem Schwerpunkt Lehren und Lernen mit neuen Medien an die Johannes-Gutenberg-Universität Mainz. Sie folgte 2011 einem Ruf an die Universität Augsburg als Universitätsprofessorin für Mediendidaktik. 2014 wurde sie an die Universität Hamburg berufen. Seitdem ist Kerstin Mayrberger am Hamburger Zentrum für Universitäres Lehren und Lernen Universitätsprofessorin für Lehren und Lernen an der Hochschule mit Schwerpunkt Mediendidaktik und forscht zu Digitaler Transformation und Higher Education. 2019 gründete sie das KM-Institut für DigitalBildung UG (haftungsbeschränkt).
Kerstin Mayrberger ist Mitglied in einschlägigen Fachgesellschaften. Darüber hinaus engagiert sie sich u. a. seit 2015 im Hochschulforum Digitalisierung und seit 2024 als Vorstand im Beirat zur OER-Strategie des Bundesministeriums für Bildung und Forschung. Sie war u. a. bis 2020 Digitalisierungsbeauftragte für Lehren und Lernen der Universität Hamburg und bis 2019 für die Universität Hamburg Mitglied der Lenkungsgruppe sowie strategischen Steuergruppe der Hamburg Open Online University  (HOOU). Kerstin Mayrberger war bis 2019 Herausgeberin der Open-Access-Publikation Synergie – Fachmagazin für Digitalisierung in der Lehre.
Sie arbeitet und publiziert im Kontext der Hochschulforschung und Hochschulbildung zur Entwicklung und zum Wandel von partizipativem, vernetzten, offenem Lernen und Lehren unter den Bedingungen von Digitalisierung und Digitalität sowie zu Open Educational Practices (OEP) mit Bezug auf Diversität und Teilhabe. Sie entwickelte den Ansatz einer Partizipativen Mediendidaktik. Weiter beschäftigt sich Mayrberger in Theorie und Praxistransfer mit der Professionalität von Akteuren im Bildungsbereich und deren Umgang mit Wandel, Veränderung und Transformationsprozessen. Ihr Fokus liegt hierbei auf Agilität, Ambidextrie und Leadership unter den Bedingungen von Digitalität. Mayrberger entwickelte daraus für den Bildungsbereich das 2021 frei und offen zugänglich publizierte Rahmenwerk Agile Educational Leadership (AEL), das sie 2024 zu Ambidextrous Agile Educational Leadership (AAEL) weiter entwickelte.

## Schriften (Auswahl)
- K. Mayrberger (2007). Verändertes Lernen mit neuen Medien? - Strukturanalyse gemeinschaftlicher Interaktionen in einer computerunterstützten Lernumgebung in der Grundschule. Hamburg, Verlag Dr. Kovac.
- mit R. Schulmeister (Hrsg.) (2009). eLearning in Massenveranstaltungen. Zeitschrift für E-Learning, Lernkultur und Bildungstechnologie, 4 (1).
- mit H. Moser (Hrsg.) (2011). Partizipationschancen im Kulturraum Internet nutzen und gestalten – Das Beispiel Web 2.0. Themenheft. Online-Zeitschrift Medienpädagogik. Zeitschrift für Praxis und Theorie der Medienbildung. Heft 21.
- mit M. Schratz & S. Waba (Hrsg.) (2013). Social Media in der Lehrerbildung. Journal für LehrerInnenbildung, 13 (4).
- mit J. Fromme, P. Grell und T. Hug (Hrsg.) (2017). Digital und vernetzt – Lernen heute. Gestaltung von Lernumgebungen mit digitalen Medien unter entgrenzten Bedingungen. In: Jahrbuch Medienpädagogik 13. Springer, Wiesbaden.
- mit O. Zawacki-Richter (2017). Qualität von OER. Internationale Bestandsaufnahme von Instrumenten zur Qualitätssicherung von Open Educational Resources (OER) – Schritte zu einem deutschen Modell am Beispiel der Hamburg Open Online University. Sonderband zum Fachmagazin Synergie. Universität Hamburg, Hamburg.
- mit O. Zawacki-Richter, W. Müskens (2018). Qualitätsentwicklung von OER – Vorschlag zur Erstellung eines Qualitätssicherungsinstruments für OER am Beispiel der Hamburg Open Online University. Sonderband zum Fachmagazin Synergie, Hamburg.
- K. Mayrberger (Hrsg.). Projekte der BMBF-Förderung OERinfo 2017/2018. Sonderband zum Fachmagazin Synergie. Universität Hamburg, Hamburg.
- K. Mayrberger (2019). Partizipative Mediendidaktik. Gestaltung der (Hochschul-)Bildung unter den Bedingungen der Digitalisierung. Beltz Juventa, Weinheim.

- K. Mayrberger (2020). Digitalisierung und Digitalität in der Hochschulbildung. Bildung und Erziehung. Band 73, Nr. 2, 2020, S. 136–154. https://doi.org/10.13109/buer.2020.73.2.136
- K. Mayrberger (2020). Partizipative Mediendidaktik. Darstellung von Eckpunkten und Vertiefung des Partizipationsraums als konstituierendes Strukturelement. MedienPädagogik. Band 17, S. 163–196. https://doi.org/10.21240/mpaed/jb17/2020.04.26.X.
- K. Mayrberger (2023). Mediendidaktik als Didaktik in der Digitalität – praxistheoretisch informierte Betrachtung von Handlungsfähigkeit in der Hochschulbildung in der digitalen Transformation. In J. Felgentreu, Ch. Gloerfeld, C. Grüner et al. (Hrsg.), Bildung und Medien. Theorien, Konzepte und Innovationen. Springer VS, Wiesbaden, 127–145. https://doi.org/10.1007/978-3-658-38544-6_8
- K. Mayrberger (2023). Ambidextrie im Bildungsbereich – Forschungsperspektiven zum Umgang mit Wandel in der Digitalität am Beispiel der medienbezogenen     Professionalität von Lehrenden. In Scheiter, K., Gogolin, I. (Hrsg.), Bildung für eine digitale Zukunft. Edition ZfE, Vol 15. Springer VS, Wiesbaden, 231–251. https://doi.org/10.1007/978-3-658-37895-0_9
- K. Mayrberger (2023). Ambidextrie und Agilität für Handlungsfähigkeit im (digitalen) Wandel – Agile Educational Leadership als Rahmen für die Entwicklung und Gestaltung einer Hochschulbildung der Zukunft. Zeitschrift für Hochschulentwicklung, 18(3), 23–41. https://doi.org/10.21240/zfhe/18-03/02
- K. Mayrberger (2024). (Ambidextrous) Agile Educational Leadership Version 2.0 – (A)AEL. Verfügbar unter: https://agile-educational-leadership.de/
- K. Mayrberger (2024). Open Educational Practices (OEP) im (Hochschul-)Bildungsbereich im Wandel – und ihr Beitrag zu Gerechtigkeit, Partizipation und einer Kultur des Teilens in der (Post-)Digitalität. MedienPädagogik: Zeitschrift für Theorie und Praxis der Medienbildung, 62, 85–103. https://doi.org/10.21240/mpaed/62/2024.07.05.X